# Johannes Micraelius

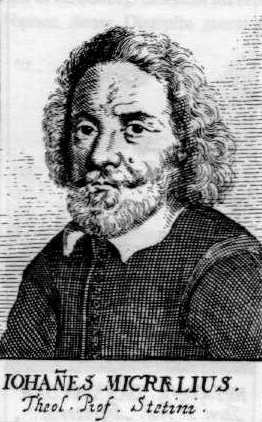
Johannes Micraelius

Johannes Micraelius (latinisiert für Johannes Lütkeschwager; * 1. September 1597 in Köslin in Pommern; † 3. Dezember 1658 in Stettin) war ein deutscher Dichter, Theologe, Philosoph und Historiker.

## Leben
Johann Micraelius war Sohn des aus Jamund stammenden Joachim Lütkeschwager oder Micraelius, Archidiakon in Köslin († 1619). Er besuchte die Schule seiner Vaterstadt und kam dann an das Pädagogium in Stettin. An der Königsberger Universität nahm er 1617 ein Studium auf. An der Universität Greifswald wurde er 1624 zum Professor im Fach Rhetorik ernannt.
Im Jahr 1639 war er Rektor der Ratsschule in Stettin. Der Stettiner Buchdrucker und Buchhändler Georg Rhete druckt und verlegt 1640 das sechsbändige Werk von Johann Micrälius Altes Pommerland (Sechs Bücher vom alten Pommernland).
Im Jahre 1641 nahm er die Stellung eines Rektors am fürstlichen Pädagogium in Stettin ein. Er wurde im gleichen Jahr zum Professor für Theologie und Philosophie ernannt.
1649 promovierte er im Fach der Theologie an der Universität Greifswald. Zum Prokanzler stieg er 1656 auf. Dann verfasste er einige dramatische Stücke und Komödien, die sich auf Themen der Antike stützten. Besondere Beachtung fand er aber durch seine historischen und theologischen Werke. In seinem philosophischen Lexikon von 1652 erwähnte er den Begriff der Ontologie als „Ontologia“ in griechischer Schrift.
Die Schwester Esther (1600–1665) von Johannes Micraelius war verheiratet mit Jakob Fabricius.

## Werke

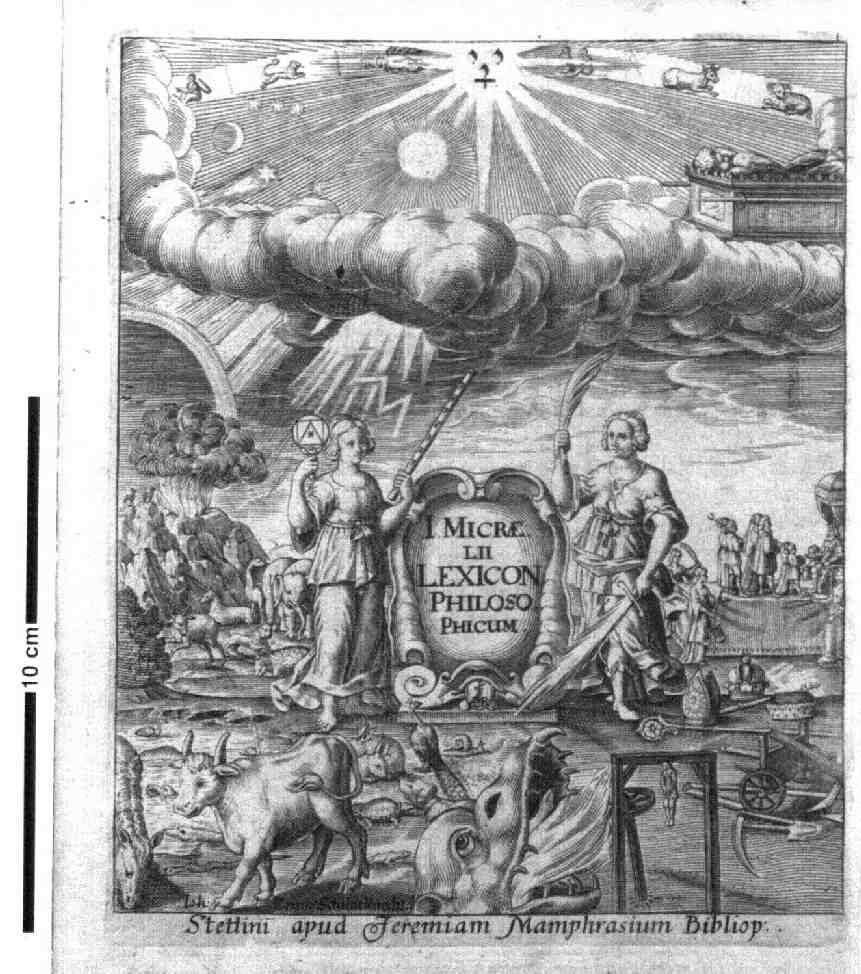
Lexicon philosophicum terminorum philosophis usitatorum

- Syntagma historiarum ecclesiae, 1630
- Tragico-Comoedia Nova de Pomeride a Lastevio afflicta, 1631
- Parthenia, Pomeridos continuatio: ein New Comoedien Spiel, 1631, urn:nbn:de:gbv:9-g-3167435.
- Sechs Bücher vom alten Pommernland, 1639 bis 1640
  - 1. Buch: Johannis Micraelii Erstes Buch Deß Alten Pommer-Landes (Google Books)
  - 2. Buch: Johannis Micraelii Anderes Buch Deß Alten Wendischen Pommerlandes (Google Books)
  - 3. Buch: Johannis Micraelii Drittes Buch Deß Alten Sächsischen Pommerlandes (Google Books)
  - 4. Buch: Johannis Micraelii Erstes Theil Der Letzten Pommerschen Jahr-Geschichten ... Und also Das Vierdte Buch Vom PommerLande (Google Books)
  - 5. Buch: Johannis Micraelii Fünfftes Buch Der Pommerschen Jahr-Geschichten (Google Books)
  - 6. Buch: Johannis Micraelii Sechstes und Letztes Buch / Von deß Pommerlandes Gelegenheit und Einwohnern (Google Books)
- Oratio inauguralis de animorum morbis et medicina, 1642
- Ethnopronius tribus dialogorum libris, 1647
- Aphorismi de regia politici scientia, 1647
- De methodo in disciplinis, 1648
- De inaudita philosophia Joannis Baptistae Helmontii, 1649
- Cosmologia, 1650
- Psychologia, 1650
- Tabellae historicae, 1652  (Scan)
- De mutationibus rerum publicarum earumque causis, praesagiis er curatione, 1652
- Lexicon philosophicum terminorum philosophis usitatorum, 1653  (Scan der Ausgabe Stettin 1661)